# Bahnhof Frankenberg (Sachs)
Der Bahnhof Frankenberg (Sachs) ist ein Bahnhof und eine von drei Verkehrsstationen in der Stadt Frankenberg/Sa. an der Bahnstrecke Roßwein–Niederwiesa.

## Geschichte
Der Bahnhof wurde am 1. März 1869 an der Bahnstrecke Roßwein–Niederwiesa eröffnet. Bereits 1868 war das Empfangsgebäude fertiggestellt worden, welches in den 1920er Jahren nochmals umgebaut und erweitert wurde.
Seit 1998 findet kein Personenverkehr mehr zwischen Roßwein und Hainichen statt; 2001 wurde dieser Streckenabschnitt stillgelegt. Seit Dezember 2017 verkehren die Züge von Hainichen nach Chemnitz Hbf im Rahmen des Chemnitzer Modells weiter als Straßenbahn durch die Chemnitzer Innenstadt bis zum Gelände der Technischen Universität. Dabei werden Zweikraftfahrzeuge des Typs Vossloh Citylink eingesetzt.

## Anlagen
Das mechanische Stellwerk von 1899 wurde 2004 durch ein Gleisbildstellwerk in einem Container ersetzt, welches durch einen Zugleiter der Regio Infra Service Sachsen besetzt ist. Die Personenverkehrsanlagen bestehen heute aus einem höhengleich zugänglichen Mittelbahnsteig, für den Güterverkehr sind noch zwei Nebengleise sowie eine Laderampe vorhanden, zudem ein Schuppen für Nebenfahrzeuge. Empfangsgebäude und Güterschuppen werden privat genutzt.

## Verkehrsanbindung
Stündlich verkehrt die Linie C 15 der City-Bahn Chemnitz von Hainichen über Niederwiesa, Chemnitz Hbf und Chemnitz Zentralhaltestelle nach Chemnitz Technopark. Am Bahnhofsvorplatz befindet sich die über mehrere Steige verfügende Bushaltestelle Frankenberg (Sachs), Bahnhof. Neben dem Stadtverkehr bestehen Busverbindungen des Verkehrsunternehmens Regiobus Mittelsachsen nach Chemnitz, Hainichen, Mittweida und Augustusburg.